# Secret of Treasure Mountain
Secret of Treasure Mountain è un film del 1956 diretto da Seymour Friedman.
È un western statunitense con Valerie French, Raymond Burr e William Prince.

## Produzione
Il film, diretto da Seymour Friedman su una sceneggiatura di David Lang, fu prodotto da Wallace MacDonald per la Columbia Pictures e girato nell'Iverson Ranch a Chatsworth, Los Angeles, California, dal 3 al 14 dicembre 1955.

## Distribuzione
Il film fu distribuito negli Stati Uniti dal 25 giugno 1956 al cinema dalla Columbia Pictures. È stato distribuito anche in Brasile con il titolo O Tesouro da Montanha.

## Promozione
La tagline è: BURIED TREASURE! HIDDEN DESIRES!.